# Sergueï Merkourov
Sergueï Dmitrievitch Merkourov, en russe : Серге́й Дми́триевич Мерку́ров, né le 7 novembre 1881 à Alexandropol et mort le 8 juin 1952 à Moscou, est un sculpteur soviétique d'ascendance grecque-arménienne. Il a réalisé plusieurs statues monumentales à Erevan dont certaines aujourd'hui détruites (celles de Lénine et de Staline notamment). Il a réalisé les trois plus imposants monuments dédiés à Staline en URSS. Par ailleurs, il était membre de l'académie soviétique des beaux-arts et directeur du musée Pouchkine de 1944 à 1949.
Georges Gurdjieff était son cousin.

## Biographie

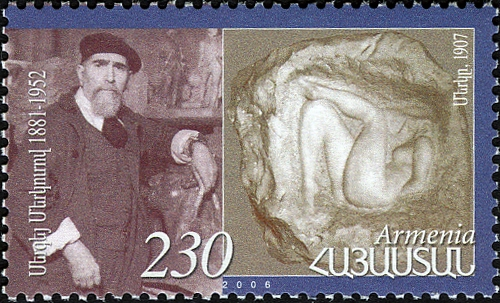
Timbre arménien de 2006 en hommage à Serguei Merkurov.

Sergueï Merkourov est né à Alexandrapol (actuelle Gyumri en  Arménie). Il quitte l'institut polytechnique de Kiev à la suite d'un scandale politique et déménage en 
 Suisse où il est élève du sculpteur suisse Adolf Meyer. Il étudie en Allemagne (de 1902 à 1905) puis à Paris.
Il a l'occasion de rencontrer Lénine à l'étranger, avant la Révolution russe.
Il revient en Russie en 1907. Il travaill et vit notamment à Tiflis, Yalta et Moscou. Il réalise des bustes de personnalités comme Léon Tolstoï, Hovhannès Toumanian, Lénine et sa femme, Maxime Gorki, Vladimir Maïakovski et bien d'autres.

## Distinctions
- Ordre de Lénine : (1939)
- prix Staline (1941) : pour la statue de Lénine dans le Grand palais du Kremlin et la statue de Staline au Centre panrusse des expositions
- prix Staline (1951) : pour la statue monumentale de Staline à Erevan.
- Ordre du Drapeau rouge du Travail (1947, 1952)

## Hommages
Un timbre à l'effigie de Sergueï Merkourov est émis en Union soviétique en 1981 et en Arménie en 2006.
En 1984, un musée Merkourov s'est ouvert à Gyumri.